# Церква Преображення Господнього (Гніздичне)
Церква Преображення Господнього в Гніздичному — парафія і храм Тернопільської єпархії ПЦУ в селі Гніздичному Збаразької громади Тернопільського району Тернопільської области України.

## Історія церкви
1852 року збудовано мурований кам'яний храм на місці давнього, який згорів у 1828 році.
У січні 2019 року парафія і храм з УПЦ МП перейшли в лоно ПЦУ. 14 січня того ж року відбулося богослужіння за участі настоятеля о. Івана Лесика та архієпископа Тернопільського і Кременецького Нестора.
10 вересня 2022 року візитацію парафії здійснили митрополит Київський і всієї України Епіфаній, митрополит Львівський Макарій, архієпископ Тернопільський і Кременецький Нестор, архієпископ Вишгородський Агапіт, єпископ Одеський і Балтський Афанасій, єпископ Житомирський і Овруцький Паїсій.
У 2019, 2020 та 2023 роках митрополит Тернопільський і Кременецький Нестор відвідував парафію.

## Парохи
- о. Іван Лесик (від 2019)[7].